# Tersilochus ensifer
Tersilochus ensifer är en stekelart som först beskrevs av Carl Gustav Alexander Brischke 1880.  Tersilochus ensifer ingår i släktet Tersilochus och familjen brokparasitsteklar. Arten är reproducerande i Sverige. Inga underarter finns listade i Catalogue of Life.